# فرودگاه ادنوال
فرودگاه ادنوال (به انگلیسی: Edenvale Airport) یک فرودگاه خصوصی است که یک باند فرود آسفالت دارد و طول باند آن ۹۱۹ متر است. این فرودگاه در شهر ادنوال، کانادا کشور کانادا قرار دارد و در ارتفاع ۲۱۸ متری از سطح دریا واقع شده است.